# Réformistes (Iran)
Les réformistes (en persan : اصلاح‌طلبان , Eslâh-Talabân) constituent l'un des deux principaux camps politiques en Iran, avec les principalistes.
Un nombre significatif de partis se réclament de ce courant, qui ne dispose pas d'organe de coordination officiel, bien que des structures de coordination plus ou moins pérenne, telles que le Conseil pour la Coordination du front réformiste (en), se créent  en fonction des échéances électorales.

## Historique

### Une révolution de 1979 menée avec le soutien des mouvements réformistes
Au moment de la révolution islamique de 1978-79, de nombreux courants, islamistes mais aussi pro-démocratie libérale et marxistes, se rassemblent pour s'opposer à Mohammad-Reza Shah. En janvier 1979, juste avant sa fuite vers l'étranger, le Shah, dans une dernière concession aux manifestants, nomme premier ministre Chapour Bakhtiar, membre du Front national, et à la sensibilité nationaliste et social-démocrate. Après une lutte de pouvoir entre les mouvements révolutionnaires, Khomeini choisit Mehdi Bazargan, un laïc, considéré comme un représentant de la pensée islamique libérale-démocrate, comme premier ministre. Son gouvernement ne compte aucun membre du clergé.
Néanmoins, dans le courant de l'année 1979, Khomeini et ses soutiens, dont les Gardiens de la Révolution, renforcent leur pouvoir au sein des nouvelles institutions. Une première constitution ne s'appuyant pas sur la loi islamique est ainsi rejetée, en accord avec Khomeini, avant l'adoption de la première version de la constitution iranienne, qui consacre le rôle du Guide de la révolution et la prévalence du religieux sur le politique. Bazargan démissionne au début de la crise des otages américains.
Pour le courant réformiste, la révolution de 1978-79 a conduit à mettre en place un système politique au sein duquel c'est uniquement la religion qui domine, au détriment des idées libérales et pro-démocratiques portées par leur mouvement.
Avec cette défaite et la guerre Iran-Irak, le courant réformiste subit alors une longue phase d'hibernation.

### Le renouveau du courant avec Mohammad Khatami

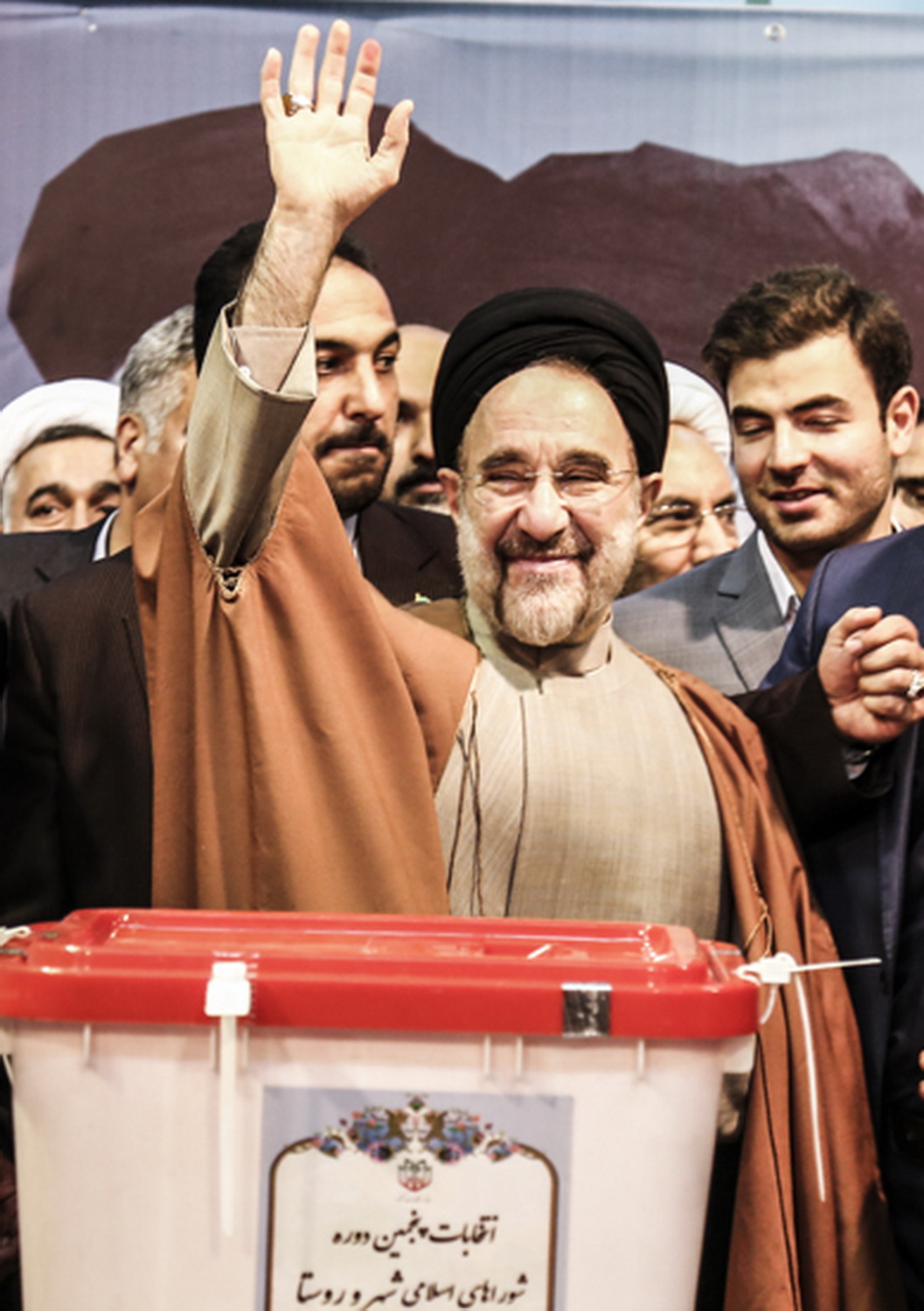
Mohammad Khatami votant à l'élection présidentielle de 2017.

La position réformiste s'est affirmée avec l'accession surprise au pouvoir de Mohammad Khatami, de 1997 à 2005. A cette occasion, le "mouvement du 2 Khordad" ("mouvement du 23 mai" dans le calendrier persan, date de l'élection de Khatami) rassemble un large bloc des partis soutenant le programme politique de Khatami, dont le Front de participation à l'Iran islamique, le parti dont Mohammad Khatami est le plus proche, la Société des clercs militants ou encore l'Organisation des moudjahidines de la Révolution Islamique.

### Une mise à l'écart avant l'élection présidentielle de 2005
À la suite de la victoire de Khatami, les réformistes remportent plusieurs élections intermédiaires : élections locales de 1999, élection présidentielle de 2001  (avec la réélection de Khatami) ou encore élections législatives de 2000 (en). Le premier mandat de Khatami est l'occasion de la promotion de nouvelles idées "progressistes".
Néanmoins, rapidement, le système judiciaire et les services de sécurité limitent leur expression, menace selon eux contre la solidité du régime :

« Pendant la période Khatami, des dizaines de journaux ont été créés, mais beaucoup ont été fermés sous un prétexte ou un autre par la justice. Les religieux qui avaient profité de la nouvelle atmosphère pour remettre en question la doctrine du velayat-e faqih [gouvernement islamique] ont été emprisonnés ou intimidés. Alors même que le débat politique s'épanouissait, les services de sécurité iraniens ont réprimé les minorités religieuses et ethniques. Un certain nombre de détracteurs du gouvernement ont été assassinés, meurtres attribués par la suite au ministère de l'Intérieur. En 1999, la police a réagi à une manifestation pacifique en faveur de la liberté d'expression en envahissant l'université de Téhéran, battant et arrêtant des centaines d'étudiants et en tuant au moins un. Au majlis (parlement), une grande partie de la législation réformatrice du président a fait l'objet d'un veto du Conseil des gardiens, un comité d'ecclésiastiques nommés par le chef suprême pour s'assurer que les lois sont conformes aux préceptes islamiques »

Les élections législatives de 2004 (en) sont l'occasion d'une reprise en main par les conservateurs : fait sans précédent, le Conseil des Gardiens bloque la candidature d'environ 2500 personnes, dont 80 députés précédemment élus au Parlement. En réaction, plus de 100 députés démissionnent en signe de protestation et les critiques affirment que cette décision "a brisé toute prétention à la démocratie iranienne". Finalement, les réformistes obtiennent 16,20 % des sièges. L'année suivante, lors de l'élection présidentielle de 2005, Mahmoud Ahmadinedjad est élu au deuxième tour face à Hachemi Rafsandjani, ancien président et au positionnement centriste, les candidats réformistes étant empêchés de concourir.

### Élection présidentielle de 2009

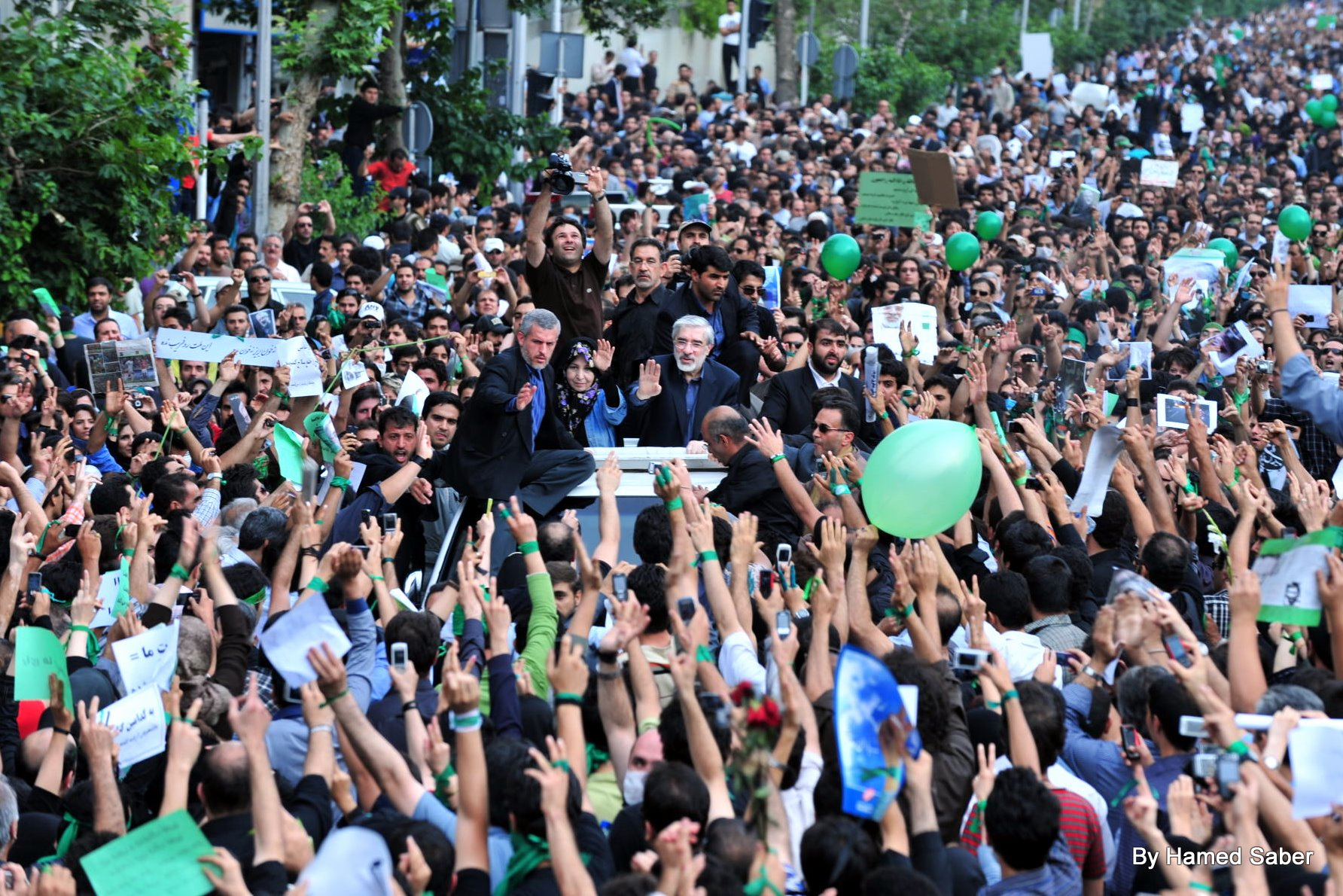
Le réformiste Mir-Hossein Mousavi en campagne lors de l'élection présidentielle de 2009.

Lors de l'élection présidentielle, le camp réformiste présente deux candidats : Mir-Hossein Mousavi et Mehdi Karroubi. Au deuxième tour, les résultats officiels créditent Mahmoud Ahmadinejad de 62,6 % des suffrages exprimés contre 33,7 % pour son principal opposant Mir Hossein Moussavi, dont les partisans contestent les résultats, menant au mouvement vert, réprimé dans la violence par les Basij.
Dans la foulée, la police arrête le fondateur de l'Organisation des moudjahidines de la Révolution Islamique, le chef de file du Front de participation à l'Iran islamique, et l'ancien président Mohammad Khatami, qui sont ensuite libérés.
Par la suite, le gouvernement interdit l'Organisation des moudjahidines de la Révolution Islamique et le Front de participation à l'Iran islamique, qui ne peuvent participer aux élections législatives de 2012. Le mouvement réformiste sort donc très fortement affaibli de la reprise en main par le régime postérieure aux troubles de 2009.

### Élections législatives de 2012
Lors des élections législatives de 2012, le camp réformiste est divisé sur l'attitude à adopter. Le Conseil pour la Coordination du front réformiste qualifie les élections d'« illégales et injustes »et décide « de ne pas présenter de liste unifiée [de candidats] et de ne soutenir personne [dans la course] ».
Cependant, certains partis au sein du conseil, y compris la Maison des travailleurs (en) et le Parti de la démocratie, et certains réformistes individuels forment le « Front des réformistes » dirigé par Mostafa Kavakebian (en) pour participer aux élections. D'autres groupes réformistes comme la Société des clercs militants et le Front islamique de participation iranienne excluent toute coopération avec ce groupe, et certains qualifient ses membres de « faux réformistes ».

### La victoire de 2013
La victoire de Hassan Rohani à l'élection présidentielle de 2013 marque le retour au pouvoir des réformistes, confirmées par les élections légistlatives de 2016 où ces derniers remportent 41% des voix.

## Positions politiques
Les partis politiques rattachés au réformisme expriment des critiques vis-à-vis du système politique de la République islamique d'Iran. Sont ainsi avancés des concepts politiques tels que démocratie, liberté, égalité, société civile ou encore droit humain. Pour cela, ils sont prêts à modifier le fonctionnement de la République islamique, souhaitent limiter les pouvoirs du guide de la révolution, et critiquent notamment le concept du velayat-e faqih ,,.
De leur côté, les principalistes, tenant de la stabilité du système, critiquent les positions réformistes en les accusant d'être "contre-révolutionnaires", et construisent leur discours autour des concepts de révolution (islamique), de rejet de l'impérialisme et de l'Occident et particulièrement des États-Unis.

## Critiques
Le mouvement réformiste a été critiqué comme étant « trop divisé pour établir sa propre autorité politique, trop naïf quant à la ténacité de l'élite autoritaire autour de Khamenei, et trop inflexible pour contourner l'interdiction des partis politiques en Iran en créant et en maintenant des formes alternatives de mobilisation ».